# Edwardsiana
Edwardsiana — рід цикадок із ряду клопів.

## Опис
Цикадки довжиною близько 3—4 мм. Стрункі дендрофільні, жовтого або білуватого забарвлення, іноді з темним малюнком. Для СРСР зазначалося понад 30 видів, в Палеарктиці понад 50 видів.

## Систематика
У складі роду:
- Edwardsiana aceris (Logvinenko, 1967)
- Edwardsiana alnicola (Edwards, 1924)
- Edwardsiana ampliata (Wagner, 1948)
- Edwardsiana avellanae (Edwards, 1888)
- Edwardsiana bergmanni (Tullgren, 1916)
- Edwardsiana candidula (Kirschbaum, 1868)
- Edwardsiana crataegi (Douglas, 1876)
- Edwardsiana cretica Dworakowska, 1971
- Edwardsiana diversa (Edwards, 1914)
- Edwardsiana logvinenkovae Kirejtshuk, 1975
- Edwardsiana lonicerae Mitjaev, 1968
- Edwardsiana menzbieri Zachvatkin, 1948
- Edwardsiana rosae (Linnaeus, 1758)
- Edwardsiana severtsovi Zachvatkin, 1948
- Інші види